# Cygnus CRS Orb-3
Cygnus CRS Orb-3, també coneguda com a Orbital Sciences CRS Flight 3, va ser un intent vol el 28 d'octubre de 2014 de la nau espacial de subministrament no tripulada Cygnus desenvolupada per Orbital Sciences Corporation. El vol el va dur a terme Orbital Sciences sota contracte de la NASA com a missió del programa Commercial Orbital Transportation Services (COTS). Hagués sigut el quart vol a l'Estació Espacial Internacional i el cinquè llançament amb el coet Antares de l'empresa, però va donar com a resultat que el coet Antares explotés uns segons després d'enlairar-se.